# Syzygium dolichorhynchum
Syzygium dolichorhynchum är en myrtenväxtart som beskrevs av Friedrich Ludwig Diels. Syzygium dolichorhynchum ingår i släktet Syzygium och familjen myrtenväxter. Inga underarter finns listade i Catalogue of Life.